# Kento Sakuyama
Kento Sakuyama (作山 憲斗, Sakuyama Kento), né le 3 juillet 1990, est un sauteur à ski japonais.

## Carrière
Il fait ses débuts en Coupe Continentale en décembre 2007 puis en Coupe du monde en janvier 2010 à Sapporo, où il marque ses premiers points avec une 21e place. Il remporte le Grand Prix d'été 2015.
En février 2016, il obtient son premier podium par équipe en Coupe du monde à Oslo.

## Palmarès

### Championnats du monde
| Épreuve / Édition | Épreuve / Édition | Lahti 2017 |
| Petit tremplin    | Petit tremplin    | 40e        |
| Grand tremplin    | Grand tremplin    | 50e        |

### Championnats du monde de vol à ski
| Épreuve / Édition | Épreuve / Édition | Kulm 2016 |
| Individuel        | Individuel        | 31e       |
| Par équipes       |                   |           |

### Championnats du monde junior
| Épreuve / Édition | Zakopane 2008 | Strbske Pleso 2009 | Hintezarten 2010 |
| Individuel        | -             | 25e                | 18e              |
| Par équipes       | 5e            | 6e                 | 6e               |

### Coupe du monde
- Meilleur classement général : 47e en 2016.
- Meilleur résultat individuel : 18e.
- 2 podiums par équipes.

 Dernière mise à jour le 23 février 2016 

#### Différents classements en Coupe du monde
| Année     | Classement général final |
| 2009-2010 | 71e                      |
| 2012-2013 | 68e                      |
| 2014-2015 | 49e                      |
| 2015-2016 | 47e                      |
| 2016-2017 | 62e                      |